# Malawi na Letnich Igrzyskach Olimpijskich 2000
Malawi na Letnich Igrzyskach Olimpijskich 2000 reprezentowało 2 zawodników, 1 mężczyzna i 1 kobieta.

## Skład kadry

### Lekkoatletyka
Mężczyźni
- Francis Munthali

bieg na 1500 m (odpadł w 1 rundzie eliminacji)
Kobiety
- Catherine Chikwakwa

bieg na 5000 m (odpadła w 1 rundzie eliminacji)